# PSA EB
La sigla PSA EB (comunemente indicata con il nome PureTech) si riferisce a una piccola gamma di motori endotermici alimentati a benzina, prodotti a partire dal 2012 dal gruppo automobilistico francese PSA.

## Caratteristiche

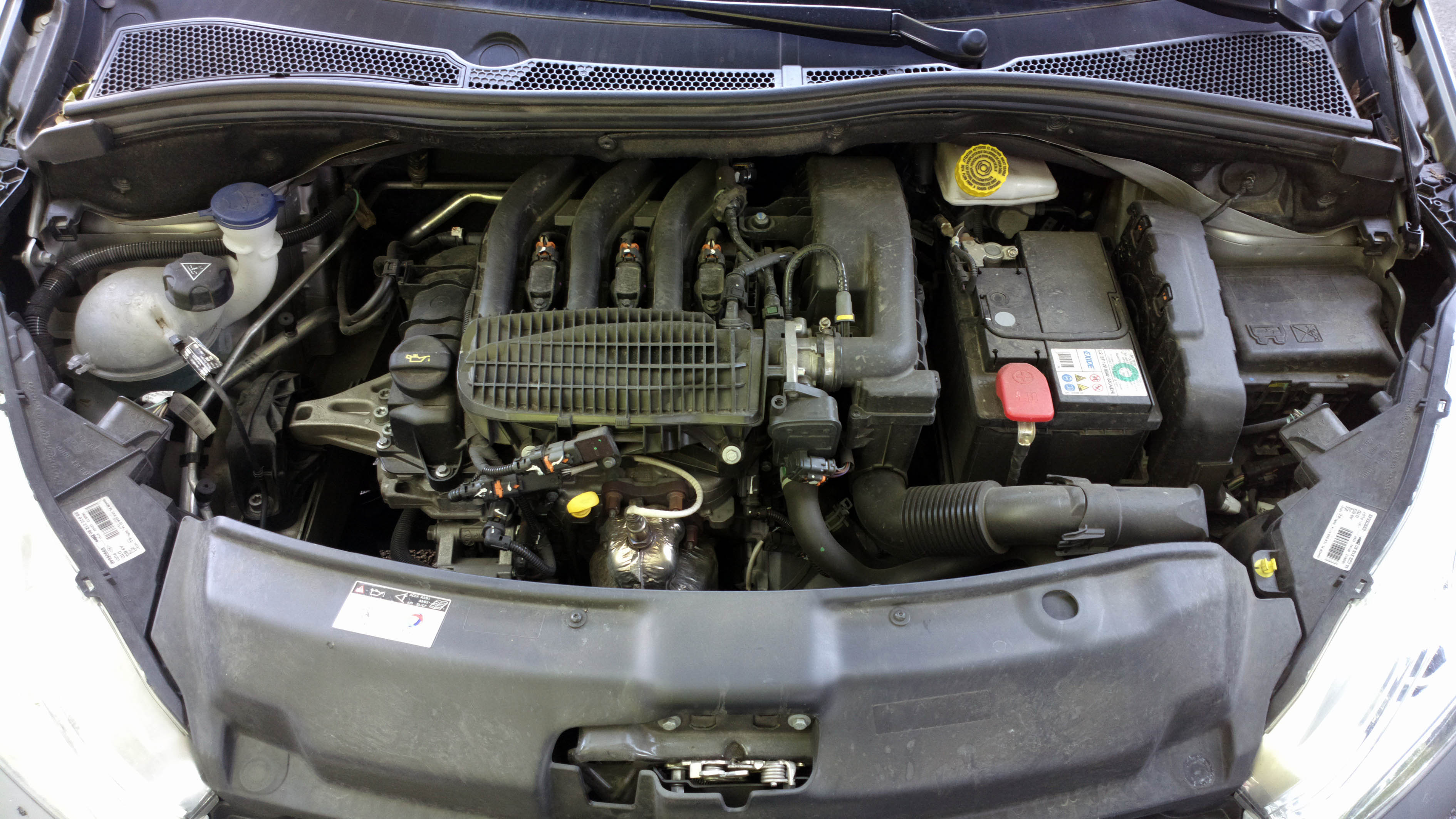
Motore PSA EB 1.2 VTi da 82 CV sotto il cofano di una Peugeot 208

Si tratta di un motore per vetture di fascia bassa, caratterizzato da un'architettura di tipo tricilindrico in linea e da doti di grande economia e "pulizia", dal momento che vanta consumi ed emissioni di CO2 molto contenuti.
Tale motore era stato annunciato in via non ufficiale già nel 2011, ma di esso ancora si sapeva poco. È stato all'inizio del 2012, con un comunicato stampa, che il Gruppo PSA ha ufficialmente annunciato l'inaugurazione delle nuove linee di assemblaggio dello stabilimento di Trémery. Il progetto per questo nuovo motore è stato avviato già nel 2008 e ha comportato un investimento complessivo di ben 717 milioni di euro.
Con il motore EB, il Gruppo PSA esordisce nel campo dei motori tricilindrici. È la prima volta che il colosso francese produce un motore con meno di quattro cilindri. In realtà, tra il 1976 e il 1990, quando il Gruppo PSA già esisteva, erano presenti in listino modelli Citroën con motori bicilindrici, ma si trattava di motori il cui progetto originario era esclusivo della casa del "double chevron", e che di fatto non sono mai stati condivisi con l'altro marchio del Gruppo, la Peugeot. Nel caso del motore EB, invece, si ha in programma di utilizzarlo per i modelli di fascia bassa del Gruppo francese, ma anche per le versioni base dei modelli di segmento C.
I motori EB sono nati come motori aspirati, ma in seguito da essi sono state derivate delle versioni sovralimentate mediante turbocompressore e quindi con prestazioni più elevate. In entrambi i casi si è puntato molto sulla riduzione dei pesi e degli attriti in gioco. Nel caso dei motori aspirati, si tratta di unità destinate gradualmente a sostituire i precedenti motori 1.1 e 1.4 della famiglia TU (rispettivamente da 60 e 75 CV), mentre nel caso dei sovralimentati, essi vanno invece a sostituire le versioni meno potenti (al massimo fino a quelle da 125 CV) degli ormai datati motori Prince. Per quanto riguarda gli attriti, sono stati montati spinotti per pistoni, anelli di tenuta e punterie con trattamento DLC antiattrito. Altre soluzioni sono state adottate sul fronte dell'efficienza termica, visibili per esempio nel nuovo sistema di raffreddamento a doppio circuito che a motore freddo lascia scaldare il basamento e raffredda unicamente la testata, per poi estendere il passaggio del liquido di raffreddamento all'intera unità motrice una volta raggiunta la temperatura di esercizio.

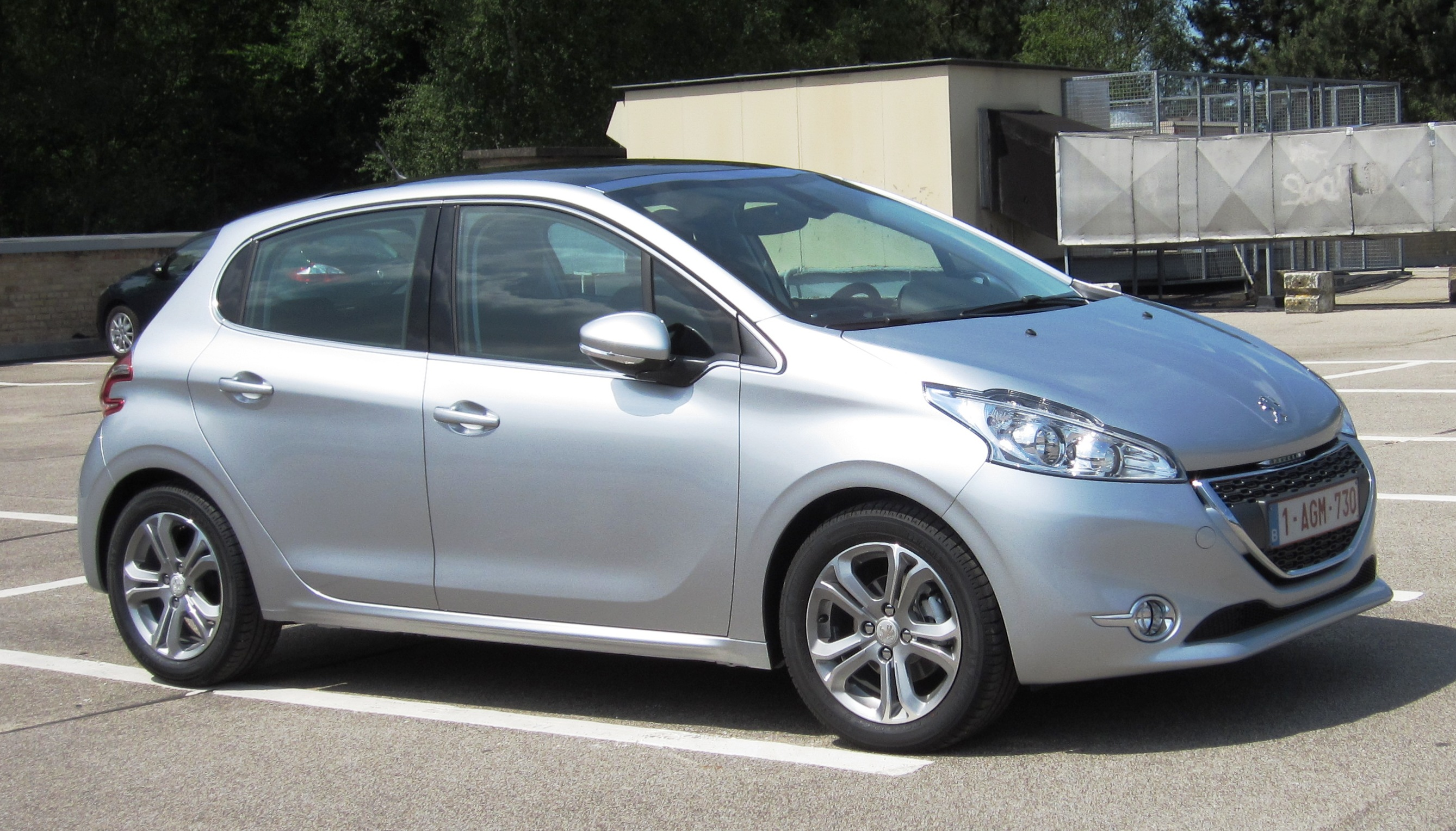
I due motori EB hanno esordito sotto il cofano della Peugeot 208

Tra le altre caratteristiche, questo motore integra la fasatura variabile e la distribuzione bialbero. Sono inoltre da ricordare la testata con collettore di scarico integrato. Anche i supporti motore sono integrati nell'unità motrice, mentre l'albero a gomiti si avvale di sei contrappesi per eliminare le vibrazioni tipiche dei tricilindrici.

### Il motore EB2
La prima unità motrice EB a debuttare è denominata dalla sigla EB2: nella fattispecie questo motore è stato progettato e realizzato puntando come già detto sulla riduzione del peso e sulla riduzione degli attriti in gioco, piuttosto che sulla presenza di tecnologie già molto diffuse, come l'alimentazione a iniezione diretta o il dispositivo Stop&Start, che in questo motore sono entrambe assenti. Per quanto riguarda il contenimento del peso il risultato è stato notevole, basti pensare che la versione aspirata senza accessori (pompe benzina o altro) arriva a pesare appena 73 kg e consente di ottenere prestazioni notevoli, sia per quanto riguarda l'erogazione di potenza e di coppia motrice, sia, come già detto, per quanto riguarda consumi ed emissioni. Basti pensare che riescono, secondo la Casa costruttrice, a stare sotto i 4 litri ogni 100 km, un dato notevole per un motore a benzina, sebbene di bassa cilindrata.

#### Versione aspirata
L'unità motrice EB2FA è caratterizzata da una cilindrata di 1199 cm³, l'iniezione indiretta, una potenza massima di 82 CV a 5750 giri/min e una coppia massima di 118 Nm a 2750 giri/min. Tale motore è stato il primo a essere prodotto nello stabilimento di Trémery, fin dal gennaio 2012. Questo motore è stato progettato e realizzato per debuttare sulla Peugeot 208, per poi estendere il suo range di applicazioni anche ad altri modelli del gruppo PSA. In un secondo momento è comparsa anche una variante più economica con potenza massima ridotta a 75 CV. Nel corso del 2018 il motore ha ricevuto degli aggiornamenti per rientrare nella normativa EURO 6.2 (EURO 6d temp), è stato introdotto il dispositivo Stop&Start e la potenza è aumentata a 83 CV (61 kW) a 5750 giri/min.

#### Versioni sovralimentate
La variante sovralimentata mediante turbocompressore è stata introdotta nella primavera del 2014: fermi restando i criteri di contenimento di peso e attriti, applicati anche in questo caso, questo motore introduce invece la novità dell'alimentazione a iniezione diretta, assente nelle varianti aspirate. Viene prodotto in due varianti di potenza, denominate EB2DT ed EB2DTS e in grado di erogare rispettivamente potenze di 110 e 131 CV. In alcune applicazioni, tale motore è stato anche dotato di tecnologia microibrida analoga a quella dei propulsori a gasolio del tipo e-HDi, cosicché in questo caso vengono denominati e-THP. Tale tecnologia permette una riduzione di consumi ed emissioni inquinanti. Nel corso del 2018 questi motori hanno ricevuto degli aggiornamenti per rientrare nella normativa EURO 6.2 (EURO 6d temp), è stato aggiunto il filtro antiparticolato GPF, è stata modificata la turbina di sovralimentazione e la pressione dell'iniezione diretta è passata da 200 bar a 250 bar. La versione da 110 CV ha avuto un incremento di coppia che è passata da 205 Nm/1500 rpm a 230 Nm/1750 rpm. In seguito, il motore EB2 sovralimentato è stato proposto in alcune varianti, peraltro poco utilizzate, di potenza sensibilmente ridotta (85 e 100 CV, per la precisione).

### Il motore EB0
Già al momento del lancio del tricilindrico da 1.2 litri, la casa ha annunciato l'arrivo di una sua versione ridotta e siglata EB0: si tratta di un'unità caratterizzata da una cilindrata ridotta a 999 cm³. Rappresenta inoltre il primo motore interamente di produzione PSA sotto il litro di cilindrata dopo l'uscita di produzione del motore TU9 da 954 cm³. È infatti presente, al momento del debutto dell'unità EB0, un altro tricilindrico da 1 litro tra quelli impiegati dall'azienda francese, ma si tratta di un tricilindrico prodotto dalla Toyota. La potenza dell'unità EB0 raggiunge 68 CV a 6000 giri/min, mentre il picco di coppia è di 95 Nm a 3000 giri/min. Questo motore è arrivato all'inizio del 2013, ossia un anno dopo il più grande 1.2 da cui deriva. Come quest'ultimo, il motore EB0 ha esordito sotto il cofano di una Peugeot 208, più precisamente la 208 1.0 12v, in commercio dal marzo 2013, ma anche nella Citroën C3 Mk2 1.0 VTi, anch'essa lanciata nello stesso periodo. Non è stato invece montato sulla Peugeot 108, la quale ha continuato a mantenere l'unità di origine Toyota assieme agli altri due modelli nati dallo stesso progetto (Citroën C1 Mk2 e Toyota Aygo Mk2). Non va quindi fatta confusione fra i due tricilindrici, confusione che può facilmente verificarsi anche a causa delle similitudini fra le prestazioni dei due motori, oltre che alla simile cilindrata e alla stessa architettura generale.
A partire dall'autunno del 2016, il motore EB0 è stato sostituito da una variante depotenziata del 1.2 EB2 della stessa famiglia, variante che ha mantenuto la stessa potenza massima dell'unità più piccola, ma a fronte di una miglior erogazione di coppia motrice.

## Riepilogo caratteristiche e applicazioni
Di seguito vengono riepilogate le caratteristiche e le applicazioni dei motori EB:
| Variante | Alesaggio x corsa (mm) | Cilindrata (cm³) | Alimentazione                        | Rapporto di compressione | Potenza CV/rpm | Coppia Nm/rpm  | Applicazioni                                    | Anni di produzione                    |
| -------- | ---------------------- | ---------------- | ------------------------------------ | ------------------------ | -------------- | -------------- | ----------------------------------------------- | ------------------------------------- |
| EB0      | 71x84,1                | 999              | Iniezione indiretta                  | 10,5:1                   | 68/6000        | 95/3000        | Peugeot 208 1.0 VTi                             | 03/2013-08/2016                       |
| EB0      | 71x84,1                | 999              | Iniezione indiretta                  | 10,5:1                   | 68/6000        | 95/3000        | Citroën C3 Mk2 1.0 VTi                          | 03/2013-08/2016                       |
| EB2FB    | 75x90,5                | 1199             | Iniezione indiretta                  | 11:1                     | 68/5750        | 106/2750       | Citroën C3 Mk3 1.2 PureTech 68cv                | dal 09/2016                           |
| EB2M     | 75x90,5                | 1199             | Iniezione indiretta                  | 10,5:1                   | 72/5500        | 110/3000       | Peugeot 301 1.2 12v 72CV                        | dal 10/2012                           |
| EB2F     | 75x90,5                | 1199             | Iniezione indiretta                  | 11:1                     | 75/5750        | 118/2750       | Citroën C4 Cactus 1.2 VTi 75CV                  | 06/2014-09/2020                       |
| EB2F     | 75x90,5                | 1199             | Iniezione indiretta                  | 11:1                     | 75/5750        | 118/2750       | Opel Corsa F 1.2                                | dal 07/2019                           |
| EB2F     | 75x90,5                | 1199             | Iniezione indiretta                  | 11:1                     | 75/5750        | 118/2750       | Peugeot 208 II 1.2 PureTech                     | dal 06/2019                           |
| EB2      | 75x90,5                | 1199             | Iniezione indiretta                  | 11:1                     | 82/5750        | 118/2750       | Peugeot 208 1.2 VTi / PureTech                  | 03/2012-03/2019                       |
| EB2      | 75x90,5                | 1199             | Iniezione indiretta                  | 11:1                     | 82/5750        | 118/2750       | Peugeot 301 1.2 12v 82CV                        | dal 10/2012                           |
| EB2      | 75x90,5                | 1199             | Iniezione indiretta                  | 11:1                     | 82/5750        | 118/2750       | Peugeot 308 Mk2 1.2 VTi                         | 10/2013-03/2017                       |
| EB2      | 75x90,5                | 1199             | Iniezione indiretta                  | 11:1                     | 82/5750        | 118/2750       | Peugeot 2008 1.2 VTi / PureTech                 | 03/2013-06/2019                       |
| EB2      | 75x90,5                | 1199             | Iniezione indiretta                  | 11:1                     | 82/5750        | 118/2750       | Citroën C1 1.2 VTi                              | 05/2014-03/2018                       |
| EB2      | 75x90,5                | 1199             | Iniezione indiretta                  | 11:1                     | 82/5750        | 118/2750       | Citroën C3 Mk2 1.2 VTi                          | 12/2012-08/2016                       |
| EB2      | 75x90,5                | 1199             | Iniezione indiretta                  | 11:1                     | 82/5750        | 118/2750       | Citroën C3 Mk3 1.2 PureTech 82cv                | dal 09/2016                           |
| EB2      | 75x90,5                | 1199             | Iniezione indiretta                  | 11:1                     | 82/5750        | 118/2750       | Citroën DS3 1.2 VTi / DS 3 1.2 VTi              | 12/2013-04/2019                       |
| EB2      | 75x90,5                | 1199             | Iniezione indiretta                  | 11:1                     | 82/5750        | 118/2750       | Citroën C3 Aircross 1.2 PureTech 82CV           | 11/2017-05/2019                       |
| EB2      | 75x90,5                | 1199             | Iniezione indiretta                  | 11:1                     | 82/5750        | 118/2750       | Citroën C4 Cactus 1.2 VTi 82CV / PureTech       | 06/2014-09/2020                       |
| EB2      | 75x90,5                | 1199             | Iniezione indiretta                  | 11:1                     | 82/5750        | 118/2750       | Citroën C-Elysée 1.2 PureTech                   | dal 04/2016 (solo mercati europei)    |
| EB2      | 75x90,5                | 1199             | Iniezione indiretta                  | 11:1                     | 82/5750        | 118/2750       | Opel Crossland X 1.2                            | dal 03/2017                           |
| EB2ADTD  | 75x90,5                | 1199             | Iniezione diretta + turbocompressore | 10,5:1                   | 100/5500       | 205/1750       | Opel Corsa F 1.2 Turbo (100 CV)                 | dal 07/2019                           |
| EB2ADTD  | 75x90,5                | 1199             | Iniezione diretta + turbocompressore | 10,5:1                   | 100/5500       | 205/1750       | Peugeot 208 II 1.2 PureTech Turbo 100 CV        | dal 06/2019                           |
| EB2ADTD  | 75x90,5                | 1199             | Iniezione diretta + turbocompressore | 10,5:1                   | 100/5500       | 205/1750       | Peugeot 2008 II 1.2 PureTech Turbo 100 CV       | dal 10/2019                           |
| EB2ADTD  | 75x90,5                | 1199             | Iniezione diretta + turbocompressore | 10,5:1                   | 100/5500       | 205/1750       | DS 3 Crossback 1.2 PureTech 100                 | dal 12/2018                           |
| EB2ADTD  | 75x90,5                | 1199             | Iniezione diretta + turbocompressore | 10,5:1                   | 100/5500       | 205/1750       | Citroën C4 III 1.2 PureTech 100                 | dal 10/2020                           |
| EB2DT    | 75x90,5                | 1199             | Iniezione diretta + turbocompressore | 10,5:1                   | 110/5500       | 205/1500       | Peugeot 208 1.2 PureTech                        | 04/2015-03/2019                       |
| EB2DT    | 75x90,5                | 1199             | Iniezione diretta + turbocompressore | 10,5:1                   | 110/5500       | 205/1500       | Peugeot 308 Mk2 1.2 e-THP / PureTech            | 05/2014-04/2021                       |
| EB2DT    | 75x90,5                | 1199             | Iniezione diretta + turbocompressore | 10,5:1                   | 110/5500       | 205/1500       | Peugeot Partner Mk2 1.2 PureTech                | 03/2016-06/2018                       |
| EB2DT    | 75x90,5                | 1199             | Iniezione diretta + turbocompressore | 10,5:1                   | 110/5500       | 205/1500       | Peugeot Rifter 1.2 PureTech                     | dal 07/2018                           |
| EB2DT    | 75x90,5                | 1199             | Iniezione diretta + turbocompressore | 10,5:1                   | 110/5500       | 205/1500       | Peugeot 2008 I 1.2 THP 110                      | 03/2015-06/2019                       |
| EB2DT    | 75x90,5                | 1199             | Iniezione diretta + turbocompressore | 10,5:1                   | 110/5500       | 205/1500       | Citroën C3 Mk3 1.2 PureTech 110cv               | dal 09/2016                           |
| EB2DT    | 75x90,5                | 1199             | Iniezione diretta + turbocompressore | 10,5:1                   | 110/5500       | 205/1500       | Citroën DS3 1.2 THP / DS 3 1.2 THP              | 07/2014-04/2019                       |
| EB2DT    | 75x90,5                | 1199             | Iniezione diretta + turbocompressore | 10,5:1                   | 110/5500       | 205/1500       | Citroën C3 Picasso 1.2 PureTech                 | 05/2015-06/2017                       |
| EB2DT    | 75x90,5                | 1199             | Iniezione diretta + turbocompressore | 10,5:1                   | 110/5500       | 205/1500       | Citroën C3 Aircross 1.2 PureTech (110 CV)       | dall'11/2017                          |
| EB2DT    | 75x90,5                | 1199             | Iniezione diretta + turbocompressore | 10,5:1                   | 110/5500       | 205/1500       | Citroën C4 Mk2 1.2 e-THP 110                    | 01/2015-02/2018                       |
| EB2DT    | 75x90,5                | 1199             | Iniezione diretta + turbocompressore | 10,5:1                   | 110/5500       | 205/1500       | Citroën C4 Cactus 1.2 PureTech 110              | 06/2014-09/2020                       |
| EB2DT    | 75x90,5                | 1199             | Iniezione diretta + turbocompressore | 10,5:1                   | 110/5500       | 205/1500       | Citroën C4 Spacetourer 1.2 PureTech 110cv       | 08/2016-05/2018                       |
| EB2DT    | 75x90,5                | 1199             | Iniezione diretta + turbocompressore | 10,5:1                   | 110/5500       | 205/1500       | Citroën Berlingo II 1.2 PureTech                | 04/2016-06/2018                       |
| EB2DT    | 75x90,5                | 1199             | Iniezione diretta + turbocompressore | 10,5:1                   | 110/5500       | 205/1500       | Citroën Berlingo III 1.2 PureTech               | dal 07/2018                           |
| EB2DT    | 75x90,5                | 1199             | Iniezione diretta + turbocompressore | 10,5:1                   | 110/5500       | 205/1500       | Opel Astra L 1.2 Turbo                          | dal 10/2021                           |
| EB2DT    | 75x90,5                | 1199             | Iniezione diretta + turbocompressore | 10,5:1                   | 110/5500       | 205/1500       | Opel Mokka B 1.2 Turbo (110CV)                  | dal 09/2020                           |
| EB2DT    | 75x90,5                | 1199             | Iniezione diretta + turbocompressore | 10,5:1                   | 110/5500       | 205/1500       | Opel Crossland X 1.2 Turbo 110CV                | da 03/2017                            |
| EB2DT    | 75x90,5                | 1199             | Iniezione diretta + turbocompressore | 10,5:1                   | 110/5500       | 205/1500       | Opel Combo E 1.2 Turbo                          | dal 08/2018                           |
| EB2DT    | 75x90,5                | 1199             | Iniezione diretta + turbocompressore | 10,5:1                   | 116/5500       | 190/ 1500-3500 | Citroën C3-XR 1.2 THP190                        | dal 06/2019                           |
| EB2DTS   | 75x90,5                | 1199             | Iniezione diretta + turbocompressore | 10,5:1                   | 131/5000       | 230/1750       | Opel Corsa F 1.2 Turbo (131 CV)                 | dal 07/2019                           |
| EB2DTS   | 75x90,5                | 1199             | Iniezione diretta + turbocompressore | 10,5:1                   | 131/5000       | 230/1750       | Peugeot 208 II 1.2 PureTech Turbo 130 CV        | dal 06/2019                           |
| EB2DTS   | 75x90,5                | 1199             | Iniezione diretta + turbocompressore | 10,5:1                   | 131/5000       | 230/1750       | Peugeot 308 Mk2 1.2 e-THP 130cv                 | 05/2014-04/2021                       |
| EB2DTS   | 75x90,5                | 1199             | Iniezione diretta + turbocompressore | 10,5:1                   | 131/5000       | 230/1750       | Peugeot 508 II 1.2 PureTech                     | dal 10/2020                           |
| EB2DTS   | 75x90,5                | 1199             | Iniezione diretta + turbocompressore | 10,5:1                   | 131/5000       | 230/1750       | Peugeot Rifter 1.2 PureTech 131cv               | dal 05/2019                           |
| EB2DTS   | 75x90,5                | 1199             | Iniezione diretta + turbocompressore | 10,5:1                   | 131/5000       | 230/1750       | Peugeot 2008 1.2 THP 131cv                      | 07/2015-06/2019                       |
| EB2DTS   | 75x90,5                | 1199             | Iniezione diretta + turbocompressore | 10,5:1                   | 131/5000       | 230/1750       | Peugeot 2008 II 1.2 PureTech 130 CV             | dal 10/2019                           |
| EB2DTS   | 75x90,5                | 1199             | Iniezione diretta + turbocompressore | 10,5:1                   | 131/5000       | 230/1750       | Peugeot 3008 Mk1 1.2 Puretech                   | 03/2015-07/2016                       |
| EB2DTS   | 75x90,5                | 1199             | Iniezione diretta + turbocompressore | 10,5:1                   | 131/5000       | 230/1750       | Peugeot 3008 Mk2 1.2 PureTech                   | dal 07/2016                           |
| EB2DTS   | 75x90,5                | 1199             | Iniezione diretta + turbocompressore | 10,5:1                   | 131/5000       | 230/1750       | Peugeot 5008 1.2 Puretech                       | 03/2015-12/2016                       |
| EB2DTS   | 75x90,5                | 1199             | Iniezione diretta + turbocompressore | 10,5:1                   | 131/5000       | 230/1750       | Peugeot 5008 1.2 PureTech                       | dal 02/2017                           |
| EB2DTS   | 75x90,5                | 1199             | Iniezione diretta + turbocompressore | 10,5:1                   | 131/5000       | 230/1750       | Citroën C3 Aircross 1.2 PureTech (130 CV)       | dall'11/2017                          |
| EB2DTS   | 75x90,5                | 1199             | Iniezione diretta + turbocompressore | 10,5:1                   | 131/5000       | 230/1750       | Citroën C4 Mk2 1.2 e-THP                        | 05/2014-02/2018                       |
| EB2DTS   | 75x90,5                | 1199             | Iniezione diretta + turbocompressore | 10,5:1                   | 131/5000       | 230/1750       | Citroën C4 Cactus PureTech 130                  | 02/2018-09/2020                       |
| EB2DTS   | 75x90,5                | 1199             | Iniezione diretta + turbocompressore | 10,5:1                   | 131/5000       | 230/1750       | Citroën C4 III 1.2 PureTech 130                 | dal 07/2020                           |
| EB2DTS   | 75x90,5                | 1199             | Iniezione diretta + turbocompressore | 10,5:1                   | 131/5000       | 230/1750       | Citroën C4 Picasso / C4 Spacetourer Mk2 1.2 THP | 06/2015-03/2022                       |
| EB2DTS   | 75x90,5                | 1199             | Iniezione diretta + turbocompressore | 10,5:1                   | 131/5000       | 230/1750       | Citroën C5 Aircross 1.2 PureTech                | dal 10/2018                           |
| EB2DTS   | 75x90,5                | 1199             | Iniezione diretta + turbocompressore | 10,5:1                   | 131/5000       | 230/1750       | Citroën C5 X 1.2 PureTech                       | dal 10/2021                           |
| EB2DTS   | 75x90,5                | 1199             | Iniezione diretta + turbocompressore | 10,5:1                   | 131/5000       | 230/1750       | Citroën DS4 1.2 THP / DS 4 1.2 PureTech         | 12/2014-04/2018                       |
| EB2DTS   | 75x90,5                | 1199             | Iniezione diretta + turbocompressore | 10,5:1                   | 131/5000       | 230/1750       | Citroën Berlingo III 1.2 PureTech 130cv         | dal 10/2019                           |
| EB2DTS   | 75x90,5                | 1199             | Iniezione diretta + turbocompressore | 10,5:1                   | 131/5000       | 230/1750       | DS 3 Crossback 1.2 PureTech 130                 | dal 12/2018                           |
| EB2DTS   | 75x90,5                | 1199             | Iniezione diretta + turbocompressore | 10,5:1                   | 131/5000       | 230/1750       | DS 4 II 1.2 PureTech                            | dal 12/2021                           |
| EB2DTS   | 75x90,5                | 1199             | Iniezione diretta + turbocompressore | 10,5:1                   | 131/5000       | 230/1750       | DS 7 Crossback 1.2 PureTech                     | 11/2018-12/2021                       |
| EB2DTS   | 75x90,5                | 1199             | Iniezione diretta + turbocompressore | 10,5:1                   | 131/5000       | 230/1750       | Opel Astra L 1.2 Turbo 130cv                    | dal 10/2021                           |
| EB2DTS   | 75x90,5                | 1199             | Iniezione diretta + turbocompressore | 10,5:1                   | 131/5000       | 230/1750       | Opel Crossland X 1.2 Turbo (130CV)              | dal 03/2017                           |
| EB2DTS   | 75x90,5                | 1199             | Iniezione diretta + turbocompressore | 10,5:1                   | 131/5000       | 230/1750       | Opel Mokka B 1.2 Turbo (130CV)                  | dal 09/2020                           |
| EB2DTS   | 75x90,5                | 1199             | Iniezione diretta + turbocompressore | 10,5:1                   | 131/5000       | 230/1750       | Opel Combo E 1.2 Turbo 131cv                    | dal 06/2019                           |
| EB2DTS   | 75x90,5                | 1199             | Iniezione diretta + turbocompressore | 10,5:1                   | 131/5000       | 230/1750       | Opel Grandland X 1.2 Turbo                      | dal 07/2017                           |
| EB2DTSM  | 75x90,5                | 1199             | Iniezione diretta + turbocompressore | -                        | 136/5000       | 240/1750       | Citroën C3-XR 1.2 THP                           | 03/2016-07/2021 (solo mercato cinese) |
| EB2DTSM  | 75x90,5                | 1199             | Iniezione diretta + turbocompressore | -                        | 136/5000       | 240/1750       | Citroën C4 Aircross 1.2 THP                     | dal 12/2018 (solo mercato cinese)     |
| EB2DTSM  | 75x90,5                | 1199             | Iniezione diretta + turbocompressore | -                        | 136/5000       | 240/1750       | DS 4S 1.2 THP 130                               | 04/2016–10/2017 (solo mercato cinese) |
| EB2DTSM  | 75x90,5                | 1199             | Iniezione diretta + turbocompressore | -                        | 136/5000       | 240/1750       | DS 5LS 1.2 THP                                  | 02/2015-02/2016 (solo mercato cinese) |
| EB2ADTX  | 75x90,5                | 1199             | Iniezione diretta + turbocompressore | -                        | 155/5500       | 240/1750       | DS 3 Crossback 1.2 PureTech 155                 | dal 12/2018                           |
| EB2ADTX  | 75x90,5                | 1199             | Iniezione diretta + turbocompressore | -                        | 155/5500       | 240/1750       | Peugeot 2008 II 1.2 PureTech 155 CV             | dal 10/2019                           |
| EB2ADTX  | 75x90,5                | 1199             | Iniezione diretta + turbocompressore | -                        | 155/5500       | 240/1750       | Citroën C4 III 1.2 PureTech 155                 | dal 10/2020                           |